# 마곡도시개발사업
마곡도시개발사업은 서울특별시 강서구 마곡동과 가양동 일대의 3,363,591m2 부지에, 서울을 동북아시아 경제중심도시로 육성하기 위한 미래지식 산업단지(R&D) 및 국제업무단지를 건설하는 사업이다.

## 역사

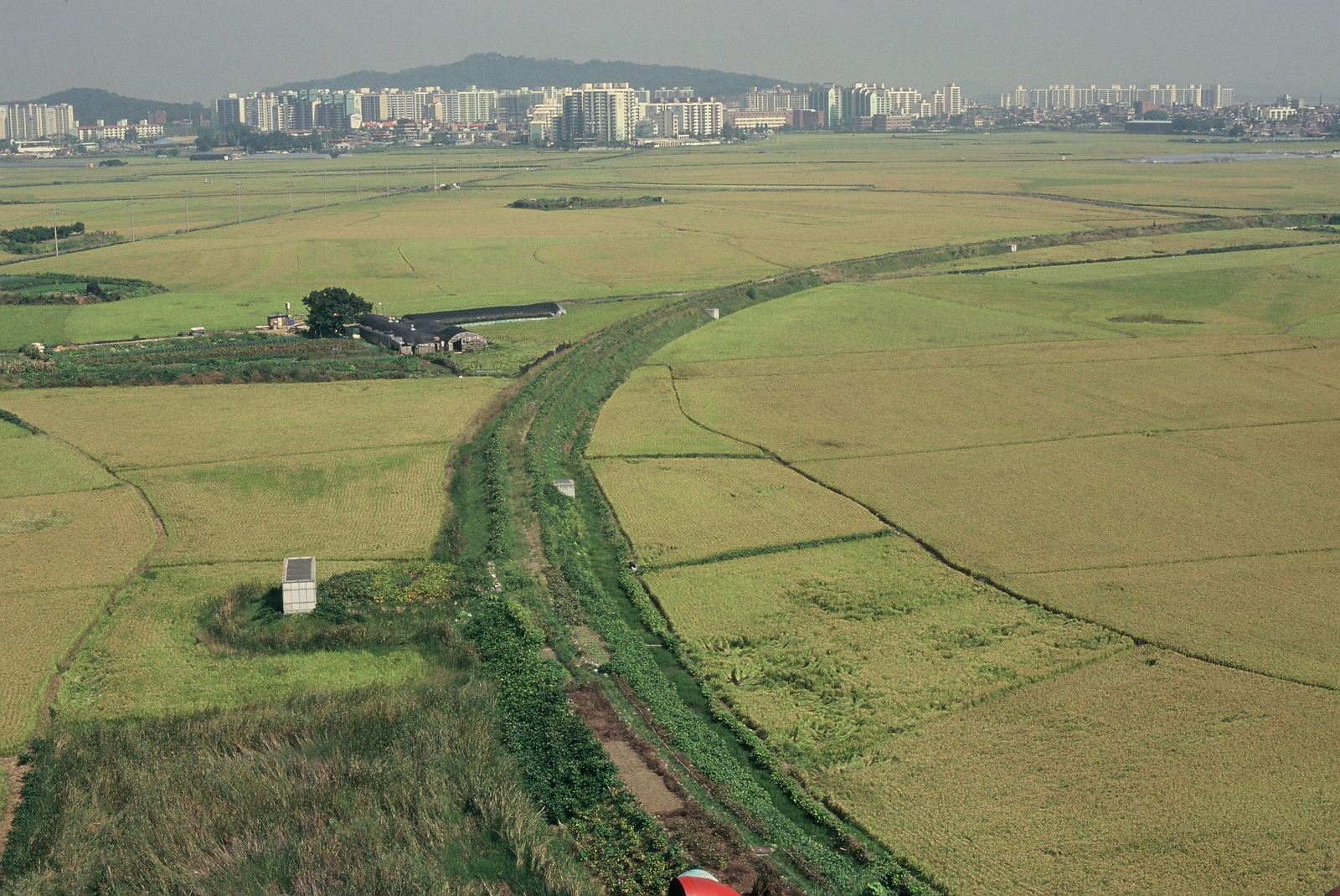
1999년 10월의 마곡지구 일대

1990년대만 해도 마곡동 일대는 논밭이었다. 1994년, 이원종 27대 서울시장은 용산·마곡·상암·뚝섬·여의도의 5개 지구로 나눠 개발하기로 계획했다. 1995년 7월 1일 취임한 30대 조순 시장은 이 계획을 고스란히 물려받게 되었으나, 이행하지는 않았다. 조순 시장은 '마곡동 일대는 서울특별시에 남은 마지막 땅이며, 후세들에게 물려주어야 할 땅이다'라며 마곡지구 개발 계획을 전면 보류했다. 그러나 조순 시장은 취임 이듬해에, 보류했던 계획을 수정해 중장기 계획인 '2011년 도시기본계획'에 마곡지구를 언급했다.
2002년 7월 1일 취임한 이명박 32대 시장은 마곡지구를 개발하기로 정했다. 이명박은 현대건설 사장 직을 지냈는데, 청계천 복원이나 서울광장 조성 등의 토건 사업을 임기 중 역점 사업으로 꼽았던 사람이었다. 2006년 같은 날 취임한 오세훈 33대 시장은 이 계획을 파기하지 않고 계속 진행하기로 했다.
마곡동 일대가 서울시에서 마지막으로 남았던 대규모 부지였기에, 단순 택지 지구가 아니라 첨단 산업 단지가 주택 단지 및 공원과 어우러진 지역으로 개발되게 되었다. 2007년 12월 28일에 구역이 도시개발사업지구로 지정되었고, 2008년 12월 30일에는 마곡도시개발 실시계획이 인가되었다. 2009년 1월부터 실시설계가 진행 중이며, 2009년 하반기에 기반시설 및 단지조성을 위한 공사가 시작되었다.

## 목표
- 서울식물원 조성 : 오세훈 시장 때에는 마곡도시개발사업과 한강르네상스를 연계하여 수변 공간을 확충하는 마곡워터프론트 사업으로 진행되었다. 2013년 8월 21일 50만 3431m2의 부지에 5000종의 식물을 갖춘 식물원과 호수공원을 조성하는 사업 계획이 발표되었다. 2016년 12월에 준공될 예정이다.[3]
- 미래지식 산업단지(R&D) 조성 : 서울의 경쟁력 회복과 세계도시로 도약을 위하여 R&D 및 신기술산업의 인큐베이터로서 차세대 성장동력산업을 육성하고자 마곡지구내 미래지식 첨단산업단지를 조성할 것이다.
- U-City 건설 : 첨단산업 및 국제업무단지 등 마곡지구내 정보통신 인프라와 유비쿼터스 기술이 융합된 최첨단 도시공간을 조성하여 도시생활의 안전보장과 편익증대, 주거환경 및 삶의 질을 향상시키는 미래형 도시공간이 조성되고, 마곡지구 탄소중립도시 건립, 지구 온난화의 원인이 되는 이산화탄소를 원천적으로 줄이는 한편 발생한 탄소를 숲 등의 흡수체로 빨아들여 궁극적으로 탄소발생량 제로도시로 조성할 예정이다.